# Maybole
Maybole (Am Magh Baoghail en gaélique écossais), est une ville écossaise, située au sud-est du pays, dans le district du South Ayrshire, à 14 km au sud de Ayr et à 80 km au sud-ouest de Glasgow. En 2001, Maybole comptait 4 552 habitants.
La ville de Maybole est jumelée avec :
- Crosne (France)
- Belœil (Belgique)
- Schotten (Allemagne)

## Galerie photos

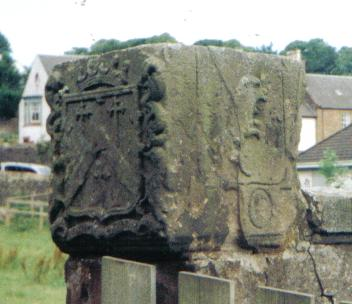
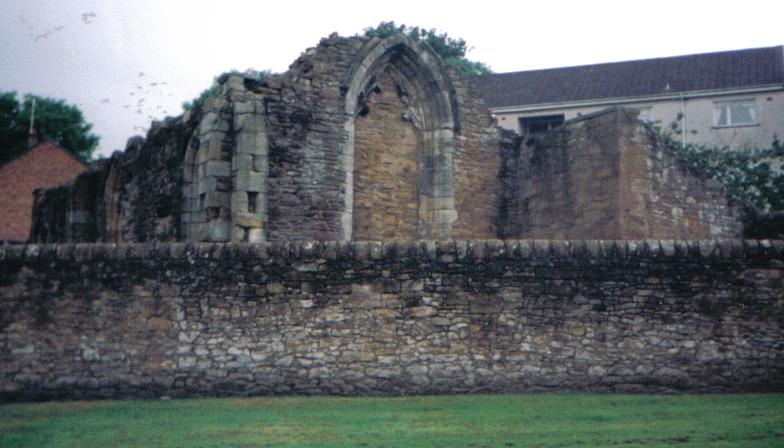
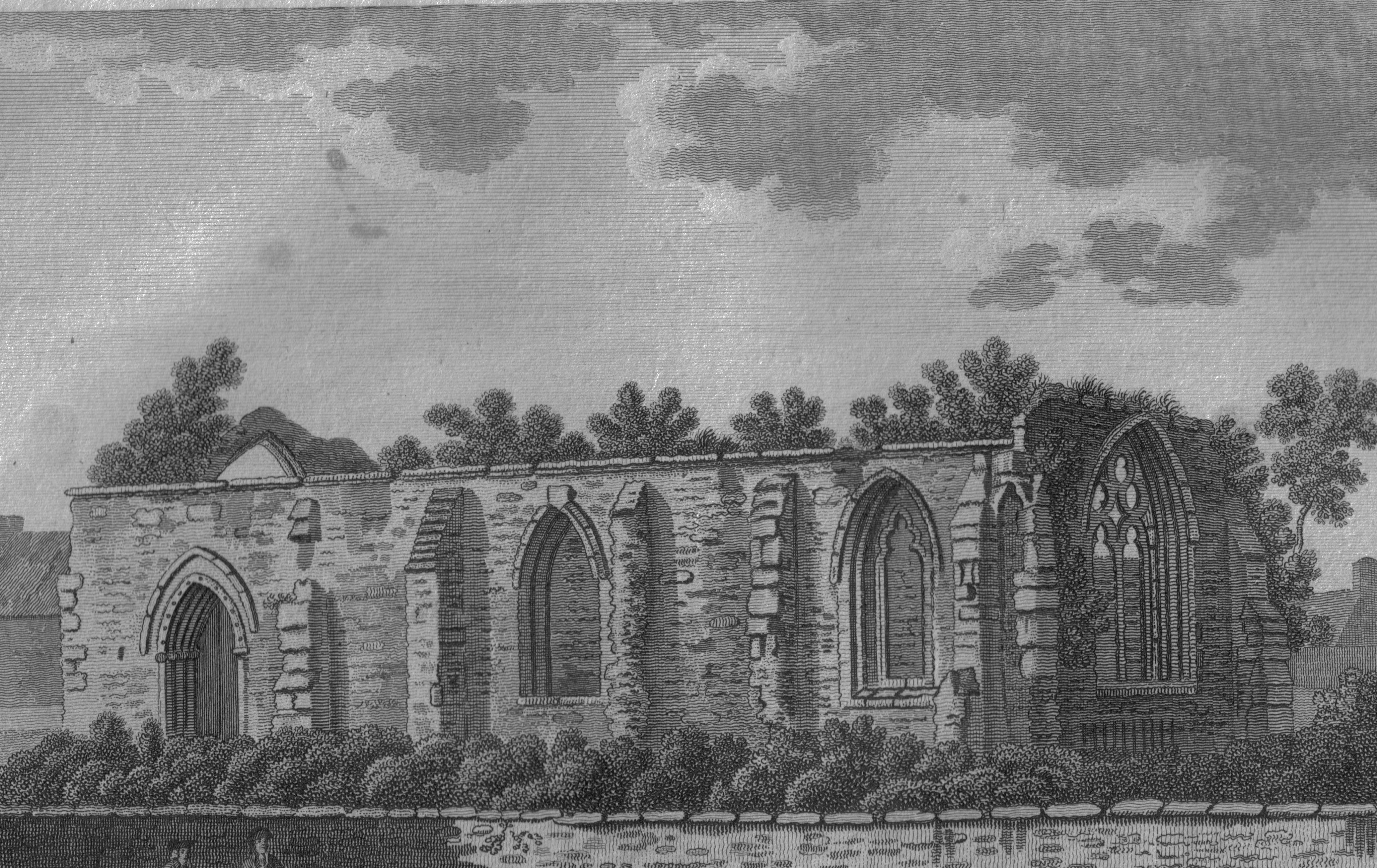
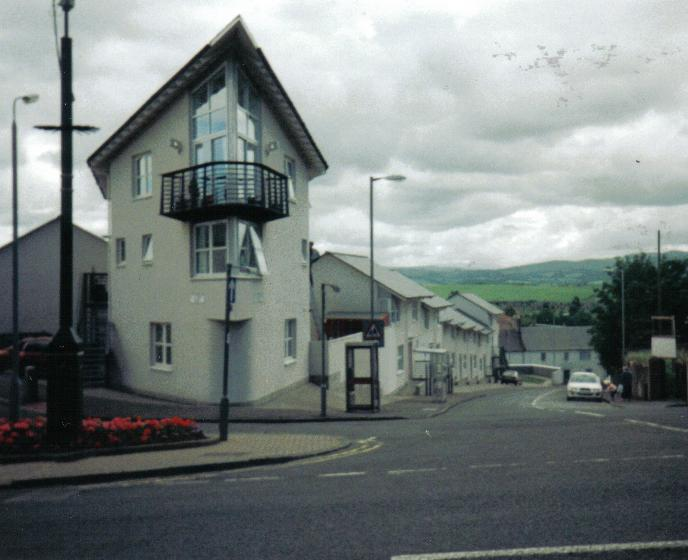